# II. Jakab urgelli gróf
II. (Aragóniai) Jakab (Balaguer, Katalónia, 1380 – Xàtiva, Valencia, 1433. június 1.) aragón infáns, urgelli gróf, Aragónia főkormányzója és aragón trónkövetelő.

## Élete
Édesapja II. Péter urgelli gróf, I. Jakab urgelli gróf, valamint aragón infáns és Comminges Cecília grófnő fia.
Édesanyja Montferrati Margit, II. (Palaiologosz) János montferrati őrgróf és I. Izabella címzetes mallorcai királynő leánya.
Apja halála után Jakab megörökölte az Urgelli Grófságot, Àger algrófságot, valamint Antillón, Alcolea de Cinca és Fraga uradalmát.
Jakab 1407. június 29-én Valencia városában feleségül vette Izabella aragón királyi hercegnőt, IV. Péter aragóniai királynak és 4. feleségének, Fortià Szibilla aragóniai királynénak a lányát. Házasságukból öt gyermek született:
- Izabella (Erzsébet) (1409. március 12. – 1443. augusztus 29.), férje Péter portugál infáns, Coimbra hercege, voltak utódai, többek között:
  - János coimbrai herceg (1431–1457), felesége Lusignan Sarolta (1442–1487) ciprusi királyi hercegnő és trónörökösnő, 1458-tól Ciprus királynője, gyermekei nem születtek
- Fülöp (1410/11–1422) az egyetlen fiú, fiatalon meghalt
- Eleonóra (1414–1438 után) aki 1436-ban feleségül ment Raimondo Orsinihez, Nola grófjához
- Johanna (1415–1455) urgelli és aragón hercegnő, első házassága révén Foix grófnéja, második házassága révén Prades grófnéja.
- Katalin (1415 után–1424 előtt) fiatalon meghalt

Jakab sógora, Márton aragóniai király 1410. május 31-én meghalt anélkül, hogy kijelölte volna utódát, így a trónöröklést rendezetlenül hagyta.
Idős Márton törvényesített unokáját, fiának, az 1409-ben meghalt Ifjú Márton szicíliai királynak a természetes (fattyú) fiát egyik meghatározó szerepű özvegy királyné: sem özvegye, Prades Margit királyné, sem menye, Navarrai Blanka özvegy szicíliai királyné sem támogatta, mint ahogy a másik özvegy aragón királyné, Bar Jolán aragóniai királyné unokáját, III. Lajost, Anjou hercegét sem, ezért végül két jelölt maradt csak állva az aragón trónörökösödési harcban: egyrészről az aragón királyi ház feje, Jakab urgelli gróf, aki Idős Márton király sógora is volt egyben, aki hamar kiejtette az öt jelölt közül a még esélyest, a Barcelonai-ház másik jelöltjét, Alfonz gandiai herceget, másrészről Ferdinánd kasztíliai infáns, Kasztília régense, és az elhunyt király unokaöccse. Kétéves küzdelemben Ferdinánd infáns kerekedett felül, és ő foglalta el az aragón és a szicíliai trónt a Caspei megegyezés értelmében 1412-ben.
Rabként halt meg húsz évvel később.